# Nguyễn Công Phượng
Nguyễn Công Phượng (født 21. januar 1995) er en vietnamesiske fodboldspiller.

## Vietnams fodboldlandshold
| Vietnams landshold | Vietnams landshold | Vietnams landshold |
| År                 | Kmp                | Mål                |
| ------------------ | ------------------ | ------------------ |
| 2015               | 2                  | 0                  |
| 2016               | 7                  | 1                  |
| Total              | 9                  | 1                  |